# Dytiscus
Dytiscus (tiếng Hy Lạp δυτικός, "có thể lặn") là một chi bọ cánh cứng thường sống trong các vùng hồ và đất ngập nước. Có 26 loài trong chi này phân bố ở châu Âu, châu Á, Bắc Phi, và Bắc và Trung Mỹ. Chúng là các loài săn mồi và có thể làm giảm số lượng ấu trùng muỗi.

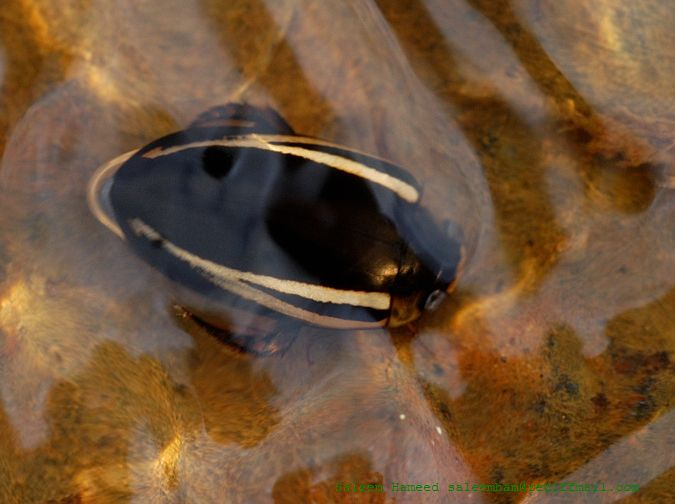
Lội dưới nước

## Parasitoids
Trứng của Dytiscus đôi khi được nuôi ký sinh bởi ong bắp cài trong các họ Eulophidae, Mymaridae và Chalcidoidea.

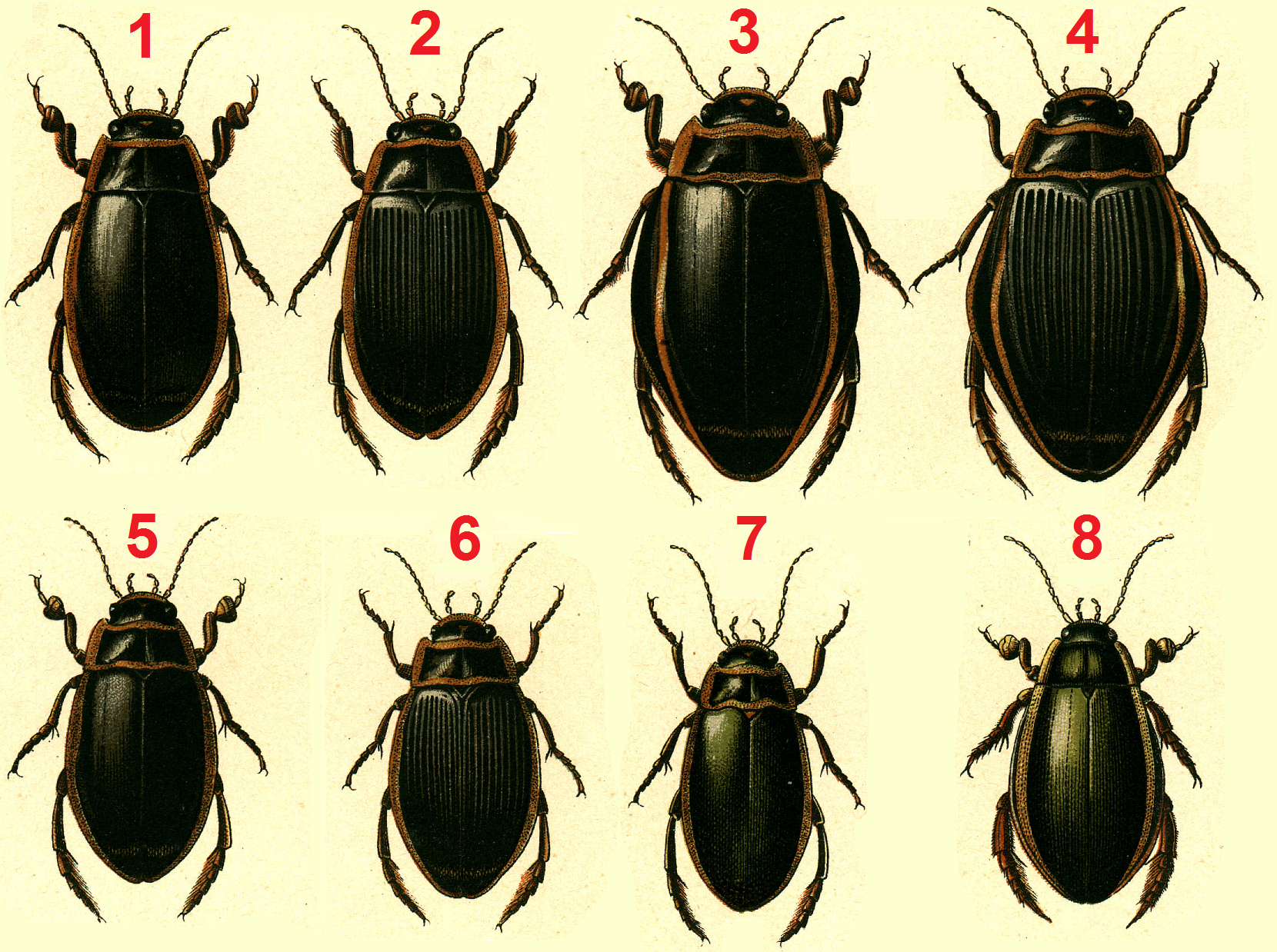
4 loài Dytiscus- và Cybister lateralimarginalis:
1 = Dytiscus dimidiatus male
2 = Dytiscus dimidiatus female
3 = Dytiscus latissimus male
4 = Dytiscus latissimus female
5 = Dytiscus marginalis male
6 = Dytiscus marginalis female
7 = Dytiscus circumflexus female
8 = Cybister lateralimarginalis male

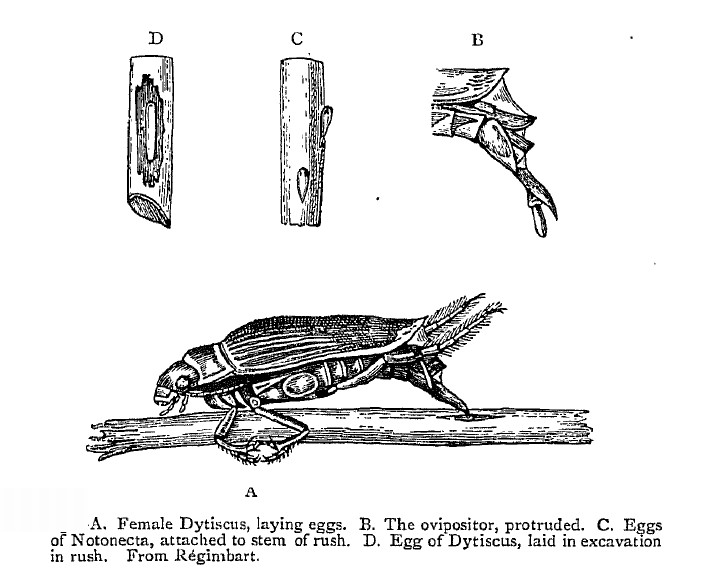
Các trứng và đẻ trứng
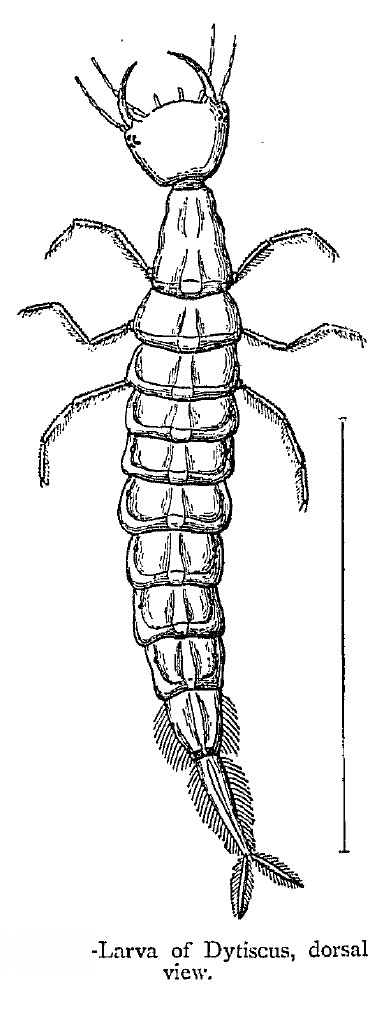
Ấu trùng
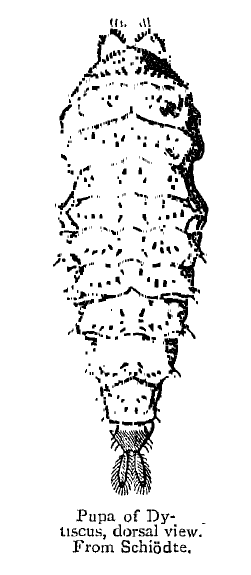
Pupa
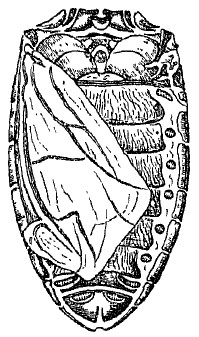
Spiracles dưới cánh cứng
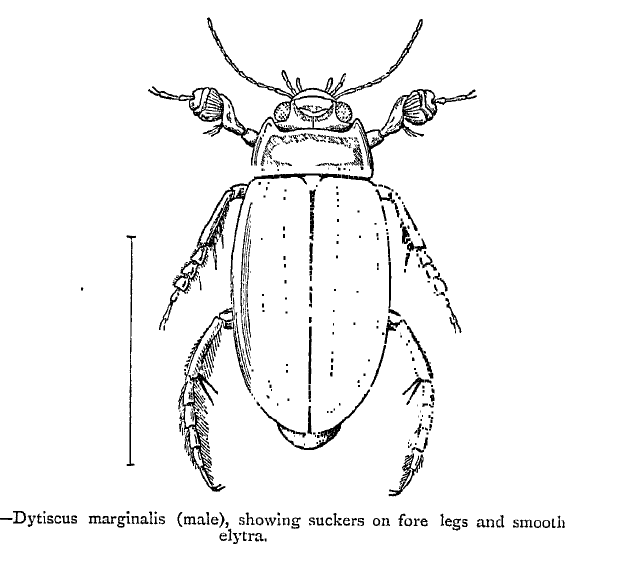
con đực với các trên chân trước

## Loài
- Dytiscus alaskanus J.Balfour-Browne, 1944
- Dytiscus avunculus C.Heyden, 1862
- Dytiscus bimaculatus Linnaeus, 1767
- Dytiscus caesus Duftschmid, 1805
- Dytiscus caraboides Linnaeus, 1758
- Dytiscus carolinus Aubé, 1838
- Dytiscus circumcinctus (Ahrens, 1811)
- Dytiscus circumflexus Fabricius, 1801
- Dytiscus clavicornis De Geer, 1774
- Dytiscus cordieri Aubé, 1838
- Dytiscus dauricus Gebler, 1832
- Dytiscus delictus (Zaitzev, 1906)
- Dytiscus dimidiatus Bergsträsser, 1778
- Dytiscus distantus Feng, 1936
- Dytiscus elevatus Panzer, 1793
- Dytiscus emarginatus Schaller, 1783
- Dytiscus fasciventris Say, 1824
- Dytiscus fulvus Fabricius, 1801
- Dytiscus fuscipes Linnaeus, 1758
- Dytiscus habilis Say, 1830
- Dytiscus harrisii Kirby, 1837
- Dytiscus hastatus Herbst, 1779
- Dytiscus hatchi Wallis, 1950
- Dytiscus hermanni Fabricius, 1775
- Dytiscus hybridus Aubé, 1838
- Dytiscus krausei H.J.Kolbe, 1931
- Dytiscus laminatus Schaller, 1783
- Dytiscus lapponicus Gyllenhal, 1808
- Dytiscus latahensis Wickham, 1931
- Dytiscus latissimus Linnaeus, 1758
- Dytiscus latro Sharp, 1882
- Dytiscus lavateri Heer, 1847
- Dytiscus lineatocollis Marsham, 1802
- Dytiscus lividus Forster, 1771
- Dytiscus luridus Linnaeus, 1761
- Dytiscus marginalis Linnaeus, 1758
- Dytiscus marginicollis LeConte, 1845
- Dytiscus miocenicus Lewis & Gundersen, 1987
- Dytiscus mutinensis Branden, 1885
- Dytiscus natator Linnaeus, 1758
- Dytiscus obliquus Fabricius, 1787
- Dytiscus persicus Wehncke, 1876
- Dytiscus piceus Linnaeus, 1758
- Dytiscus pisanus Laporte, 1835
- Dytiscus ruficollis De Geer, 1774
- Dytiscus semisulcatus (O.F.Müller, 1776)
- Dytiscus sharpi Wehncke, 1875
- Dytiscus sinensis Feng, 1935
- Dytiscus thianschanicus (Gschwendtner, 1923)
- Dytiscus verticalis Say, 1823
- Dytiscus volckmari Panzer, 1793
- Dytiscus zersii Sordelli, 1882